# راشد الزهراني
الشيخ راشد الزهراني داعية إسلامي سعودي ولد عام 1975م بمنطقة الباحة في جنوب السعودية.
تعاون الزهراني مع مجموعة MBC حينما قدم برنامج الحقيقة بأجزاءه الخمسة على القناة.

## التعليم
تلقى راشد بن عثمان الزهراني التعليم الابتدائي والمتوسط والثانوي والجامعي في مدينة الرياض:
- الابتدائية: سفيان الثوري. - المتوسطة: الإمام النووي. - الثانوية: ثانوية تحفيظ القرآن الكريم بالرياض. - الجامعة: جامعة الإمام محمد بن سعود الإسلامية - كلية الشريعة عام 1418هـ.

## مؤهلاته العلمية
- حصل على درجة الماجستير من كلية التربية - قسم الدراسات الإسلامية - تخصص عقيدة ومذاهب معاصرة جامعة الملك سعود بتقدير ممتاز مع التوصية بطباعة الرسالة. -
- حصل على درجة الدكتوراة من كلية التربية - قسم الدراسات الإسلامية - تخصص عقيدة ومذاهب معاصرة جامعة الملك سعود بتقدير ممتاز مع التوصية بطباعة الرسالة.

## طلب العلم
تلقَى العلم على كل من:
- صالح بن عبد العزيز آل الشيخ.
- عبد الله بن جبرين.
- عبد العزيز بن محمد السدحان.

كما تلقى العلم على يد عدد من العلماء والأكاديميين في جامعة الإمام محمد بن سعود الإسلامية وجامعة الملك سعود.

## مؤلفاته
- أخطاء تخالف العقيدة والتوحيد.
- جامع المتون العلمية.
- فتاوى المرأة المسلمة.
- فتاوى الصيام.
- إتحاف النبلاء بسير العلماء الجزء الأول.
- إتحاف النبلاء بسير العلماء الجزء الثاني.(سيرة الشيخ عبد الرزاق عفيفي)
- صناعة السحر

## الأشرطة
| 1- تزكية النفوس.                            | 2- أنيس الروح.                          | 3- غزوة بدر الكبرى.       |
| 4- ضحايا الحب.                              | 5- حنين فتاة.                           | 6- السيرة النبوية.        |
| 7- الخاطف.                                  | 8- صانعات المجد.                        | 9- عبر من حياة خير البشر. |
| 10- الإعلام وصناعة الفكر.                   | 11- العظمة.                             | 12- رسالة إلى مهموم.      |
| 13- نهاية السعداء.                          | 14- نهاية الأشقياء.                     | 15- أثر الإيمان.          |
| 16- معالم في حياة فقيد المسلمين ابن عثيمين. | 17- صفحات مشرقة من حياة الإمام ابن باز. |                           |

## مؤتمرات ودورات شارك فيها
| 1- الولايات المتحدة الأمريكية. | 2- بريطانيا.  | 3- الفلبين.   |
| 4- ماليزيا.                    | 5- اندونيسيا. | 6- المجر.     |
| 7- الكويت.                     | 8- الأردن.    | 9- المغرب.    |
| 10- كازخستان                   | 11- البحرين.  | 12- الإمارات. |
| 13- البانيا                    | 14- كينيا     | 15- كينيا     |

## وسائل أعلام شارك فيها
1- إذاعة القرآن الكريم .
2- التلفزيون السعودي .
3- القناة الرياضية السعودية .
4- قناة المجد .
5- قناة الخليجية.
6- .قناة العربية
7- قناة الفجر .
8- قناة جدة.
9- قناة mbc
10- قناة طيبة .

## أهم أعماله
- شارك في تأسيس قناة "المجد الفضائيّة" ورَسَمَ سياساتها.
- أسَّس قناة "المجد العلميّة" وهي إحدى أفرع شبكة قنوات المجد الفضائيّة.[7]
- تأسيس وإدارة الأكاديمية الإسلامية المفتوحة.
- خطيب جامع القاضي بمدينة الرياض.
- عضو الدعوة بوزارة الشؤون الإسلامية والدعوة والإرشاد.
- عضو التوعية الإسلامية في الحج.
- تلقى العديد من الدورات الإعلامية قدم العديد من الدورات الإعلامية.
- قدم برنامج (نسائم الإيمان) على قناة المجد.
- قدم برنامج (نبلاء الإسلام) على قناة المجد.
- قدم برنامج (عبر من حياة خير البشر) على قناة اقرأ.
- قدم برنامج (الوهم والحقيقة) على قناة mbc.
- قدم برنامج (الحقيقة 2) على شاشة mbc.
- قدم برنامج (كن فاعلًا) على قناة أقرأ.
- قدم برنامج (من هدي القرآن) على شاشة القناة الأولى بتلفزيون المملكة العربية السعودية.
- قدم برنامج (جلسة مصارحة) على شاشة القناة الأولى بتلفزيون المملكة العربية السعودية.
- قدم برنامج (ميادين شبابية) القناة الأولى بتلفزيون المملكة العربية السعودية.
- الإشراف على حملة «التحذير من قنوات السحر».
- شارك في العديد من الصحف والمجلات العربية.

## دوراته العلمية
- دورة في شرح الأصول الثلاثة جامع القاضي بالرياض.
- دورة في شرح لمعة الاعتقاد جامع القاضي بالرياض.
- دورة في تفسير سورة الإخلاص جامع ام الخير بجده.
- دورة في تفسير سورة الفاتحة في جامع الشيخ زايد براس الخيمة بدولة الإمارات العربية المتحدة.
- دورة في شرح زاد المستقنع كتاب الطهارة.